# Élections générales boliviennes de 2014
Les élections générales boliviennes de 2014 ont lieu le 12 octobre 2014 afin d'élire simultanément le président et le vice-président de la Bolivie ainsi que les 130 membres de la Chambre des députés et les 36 membres du Sénat.
Evo Morales est réélu pour un troisième mandat consécutif, tandis que son parti, le Mouvement vers le socialisme conserve la majorité absolue aux deux chambres.

## Système électoral
L'ensemble des scrutins se déroule simultanément, le seul vote de l'électeur pour un parti comptant pour ses candidats à la présidence, à la chambre des sénateurs, et pour ceux élus à la proportionnelle à la chambre des députés.

### Président
Le président bolivien est élu en même temps que le vice-président au scrutin uninominal majoritaire à deux tours pour un mandat de cinq ans renouvelable une seule fois. Si aucun candidat ne remporte la majorité absolue des voix dès le premier tour, un second est organisé entre les deux candidats arrivés en tête, et celui recueillant le plus de suffrages est déclaré élu. Jusqu'en 2009, un vote des deux chambres du parlement réunis en congrès départageait les deux candidats arrivés en tête. Le candidat arrivé troisième prenait part à ce vote jusqu'en 1995.

### Parlement
La Bolivie est dotée d'un parlement bicaméral appelé Assemblée législative plurinationale. Celle-ci est composée d'une chambre basse, la Chambre des députés, et d'une chambre haute, la Chambre des sénateurs. Toutes deux sont renouvelées simultanément pour un mandat de cinq ans.
Les électeurs vote au scrutin majoritaire pour un candidat à la chambre des députés dans leurs circonscription, et vote séparément pour la liste d'un parti. Ce second vote compte pour le candidat à la présidentielle et pour la répartition des sièges de l'autre partie de la chambre des députés ainsi que de la totalité de ceux de la chambre des sénateurs à la proportionnelle.
La chambre des députés est en effet dotée de 130 sièges dont 70 pourvus au scrutin uninominal majoritaire à un tour dans autant de circonscriptions électorales, tandis que les 60 sièges restants le sont au scrutin proportionnel plurinominal dans neuf circonscriptions correspondants aux départements du pays, en fonction de leurs populations lors du dernier recensement.
Une fois le décompte des suffrages terminé, la répartition des 60 sièges se fait à la proportionnelle sur la base du quotient simple, et les sièges restants selon la méthode du plus fort reste. 
La chambre des sénateurs est quant à elle dotée de 36 sièges pourvus au scrutin proportionnel plurinominal dans 9 circonscriptions correspondants aux départements du pays, à raison de 4 sièges par département. La répartition se fait selon la même méthode qu'à la chambre basse.
Les candidats doivent avoir au moins 25 ans pour être député, et 35 ans pour être sénateur. Tous les candidats élus au scrutin majoritaire doivent avoir un suppléant du sexe opposé. De même, les listes des partis doivent alterner les candidats masculins et féminins. Sur les 70 sièges majoritaire, sept sont réservés aux minorités indigènes.

## Forces en présence
| Parti | Parti                                                       | Idéologie                                                                          | Candidats et colistiers                    | Résultat en 2009                         |
| ----- | ----------------------------------------------------------- | ---------------------------------------------------------------------------------- | ------------------------------------------ | ---------------------------------------- |
|       | Mouvement vers le socialisme Movimiento al Socialismo (MAS) | Gauche Socialisme du XXIe siècle, bolivarisme, plurinationalisme, indigénisme      | Evo Morales Álvaro García Linera           | 64,22 % des voix 88 députés 26 sénateurs |
|       | Unité démocrate Unidad Demócrata                            | Centre gauche à droite Libéralisme économique, conservatisme sociétal, fédéralisme | Samuel Doria Medina Ernesto Suárez Sattori | 5,65 % des voix 3 députés 0 sénateurs    |
|       | Parti démocrate-chrétien Partido Demócrata Cristiano (PDC)  | Droite Démocratie chrétienne, conservatisme, libéralisme                           | Jorge Quiroga Ramírez Tomasa Yarhui        | Absent                                   |

## Résultats
| Parti                 | Parti                        | Candidat présidentiel et colistier         | Votes     | %     | Députés | Députés       | Sénateurs | Sénateurs     |  |
| Parti                 | Parti                        | Candidat présidentiel et colistier         | Votes     | %     | Sièges  | +/-           | Sièges    | +/-           |  |
| --------------------- | ---------------------------- | ------------------------------------------ | --------- | ----- | ------- | ------------- | --------- | ------------- |  |
|                       | Mouvement vers le socialisme | Evo Morales Álvaro García Linera           | 3 173 304 | 61,36 | 88      | en stagnation | 25        | 1             |  |
|                       | Unité démocrate              | Samuel Doria Medina Ernesto Suárez Sattori | 1 253 288 | 24,23 | 32      | 29            | 9         | 9             |  |
|                       | Parti démocrate-chrétien     | Jorge Quiroga Ramírez Tomasa Yarhui        | 467 311   | 9,04  | 10      | 10            | 2         | 2             |  |
|                       | Mouvement sans peur          | Juan del Granado Adriana Gil Moreno        | 140 285   | 2,71  | 0       | en stagnation | 0         | en stagnation |  |
|                       | Parti vert de Bolivie        | Fernando Vargas Margot Soria Saravia       | 137 240   | 2,65  | 0       | en stagnation | 0         | en stagnation |  |
|                       |                              |                                            |           |       |         |               |           |               |  |
| Votes valides         | Votes valides                | Votes valides                              | 5 171 428 | 82,79 |         |               |           |               |  |
| Votes blancs          | Votes blancs                 | Votes blancs                               | 108 187   | 2,09  |         |               |           |               |  |
| Votes nuls            | Votes nuls                   | Votes nuls                                 | 208 061   | 4,02  |         |               |           |               |  |
| Total                 | Total                        | Total                                      | 5 487 676 | 100   | 130     | en stagnation | 36        | en stagnation |  |
| Abstention            | Abstention                   | Abstention                                 | 758 283   | 12,14 |         |               |           |               |  |
| Inscrit/participation | Inscrit/participation        | Inscrit/participation                      | 6 245 959 | 87,86 |         |               |           |               |  |